# Frank Brian
Frank Sands Brian (* 1. Mai 1923 in Zachary, Louisiana; † 14. Mai 2017 ebenda) war ein professioneller US-amerikanischer Basketballspieler.

## Karriere
Nachdem in seinem Senior-Jahr eine Turnhalle eröffnet worden war, führte Brian seine Highschool 1941 zur Class B Staatsmeisterschaft von Louisiana. Zuvor hatte man auf Sand gespielt. Danach spielte er zunächst für die Louisiana Tech University, doch Coach Harry Rabenhorst bot ihm ein Stipendium an der Louisiana State University (LSU) an. Er spielte in seinem Freshman-Jahr zunächst im sogenannten Frosh-Team und wechselte als Sophomore 1942/43 während des Zweiten Weltkrieges, als Rabenhorst bereits in der United States Navy diente, in die Universitätsmannschaft. Die Tigers verloren lediglich drei Spiele in der regulären Saison, bevor sie im Halbfinale des Meisterschaftsturniers der Southeastern Conference (SEC) ausschieden. Brian wurde ins All-Tournament Team gewählt. Er war am 27. November 1942 von der United States Army eingezogen worden, hatte aber die Erlaubnis, das Schuljahr zu beenden.
In der Army diente er als Medizinisch-technischer Assistent und Fitness-Trainer am Glennan General Hospital, einem Kriegsgefangenenlager in Okmulgee, Oklahoma, das heute Teil der Oklahoma State University ist und spielte dort Dienstbasketball mit den Glennan Generals. Er wurde dort zweimal Most Outstanding Player des jährlichen Eighth Service Command Army Service Forces-Turniers. Von August 1945 bis zum 1. April 1946 wurde er an das Tilton General Hospital von Fort Dix in New Jersey versetzt, für dessen Team er spielte und wo er zum Master Sergeant befördert wurde. Die Entwicklung des Basketballspiels war während des Krieges exponentiell vorangetrieben worden, was sich in der substantiellen Punkteexplosion vor dem, während des und nach dem Krieg ablesen ließ. Diese Entwicklung muss in direktem Zusammenhang mit dem Austausch durch das gemeinsame Spiel in landesweit zusammengewürfelten Dienstbasketball-Teams gestanden haben und Brian, bereits an der Universität ein Starspieler, profitierte weiter von der Erfahrung dieses komprimierten Austausches.
Nach seiner Rückkehr führte er die Louisiana State University 1946/47 wieder ins SEC-Turnier und wurde ins All-Tournament Second Team gewählt und von seiner Universität, für die er im SEC-Leichtathletik-Meisterteam auch im Weitsprung, dem Hürdenlauf und in der 1500-Meter-Staffel antrat, mit seinem zweiten Varsity Letter ausgezeichnet. Mit einem Schnitt von 16,2 Punkten pro Spiel stand er im Fokus des Interesses und unterzeichnete als Familienvater bei den Anderson Packers in der National Basketball League (NBL). Noch 1947 trat er mit dem Team zum Abschluss dessen erster Saison beim World Professional Basketball Tournament (WPBT) – der wichtigste Basketballwettbewerb vor der NBA 1949 – in Chicago an.
In seiner ersten Saison 1947/48 wurde er ins All-NBL Second Team gewählt. 1949, dem Jahr der NBL-Meisterschaft der Anderson Packers wurde er sogar mit einer Wahl ins All-NBL First Team geehrt. Die NBL war sportlich der Basketball Association of America (BAA) deutlich überlegen, fusionierte aber mit der finanziell vermeintlich stärkeren Liga im Folgejahr zur National Basketball Association (NBA). Brian wurde auch in der neuen Liga 1949/50 ins All-NBA Second Team gewählt. Von den 17 Teams des Vorjahres verblieben 1950/51 lediglich elf in der NBA. Drei Teams stellten den Betrieb ein und drei Teams aus Kleinstädten mit eher bescheidenen Turnhallen wurden aus der mächtigen Liga geekelt. Die Packers, die Waterloo Hawks und die Sheboygan Red Skins (letztere immerhin alter WPBT- und NBL-Adel) gründeten die erfolglose National Professional Basketball League, aus der später die semiprofessionelle National Industrial Professional Basketball League hervorgehen sollte. In der Auflösungsdraft der Packers wurde Brian über Chicago zu den Tri-Cities Blackhawks getradet, und obwohl sein Jahr mit den Blackhawks sein einziges ohne Postseason-Auftritt war, wurde er sowohl ins All-NBA Second Team als auch einstimmig zum NBA All-Star gewählt. Walter A. Brown, der Besitzer der Boston Celtics, hatte seinerzeit sämtliche Kosten des All-Star-Games übernommen und die Spieler erhielten als Bonus Staatsanleihen im Wert von 50 Dollar. Vor der Saison 1951/52, seiner zweiten All-Star-Saison, wurde Brian für Howie Schultz, Dick Mehen und eine Geldsumme zu den Fort Wayne Pistons transferiert.
In seiner vorletzten Saison 1954/55 hatte er die zweitbeste Freiwurf-Quote der Liga und stand in den NBA-Finals gegen die Syracuse Nationals.
Brian, bei seinem Tod einer von zwei Überlebenden des ersten NBA All-Star Games, hatte offensichtlich Führungsqualitäten, denn vor und nach ihm und während des Krieges konnten die LSU Tigers ihre Siegquote nicht halten, er war schnell (Spitzname Flash), laut Bob Cousy (dem letzten Überlebenden des NBA All-Star Games) schwer zu verteidigen, konnte springen und erzielte in seinen ersten drei NBA-Jahren jeweils über 1000 Punkte. Er wurde je zweimal in die Ligenauswahl der SEC, der NBL und der NBA gewählt, war NBL-Meister und zweimaliger NBA-All-Star und erzielte 5.379 Punkte in der NBA bei einem Schnitt von 12,3 Punkten pro Spiel. Brian wurde 1986 in die Louisiana Sports Hall of Fame aufgenommen, 1987 in die Louisiana Association of Basketball Coaches Hall of Fame und 2013 in die LSU Athletic Hall of Fame.

## Familie
Brian war Presbyterianer und arbeitete nach seiner Basketballkarriere in der Rinderindustrie. Er war eines von neun Kindern von Frank E. und Leona Young Brian. Er hinterließ seine Ehefrau Elizabeth Thompson Brian, zwei Schwestern, einen Bruder, zwei Töchter und einen Sohn, zwölf Großkinder, 19 Urenkel und einen Ur-Urenkel. Bob Pettit war sein Cousin.